# Benny Södergren
Benny Södergren (* 23. Juni 1948 in Torshälla) ist ein ehemaliger schwedischer Skilangläufer.

## Werdegang
Södergren, der für den Edsbyns SK startete, kam 1971 und 1976 bei den Svenska Skidspelen jeweils auf den zweiten Platz mit der Staffel. Bei den Olympischen Winterspielen 1976 in Innsbruck gewann er die Bronzemedaille über 50 km. Zudem belegte er den 13. Platz über 15 km, den 12. Rang über 30 km und den vierten Platz mit der Staffel. Im selben Jahr wurde er schwedischer Meister mit der Staffel von Edsbyns SK. Im Februar 1977 erreichte er bei den Lahti Ski Games den zweiten Platz mit der Staffel. Bei den nordischen Skiweltmeisterschaften 1978 in Lahti errang er den 33. Platz über 15 km.